# Шептицький Петро Миколайович
Петро́ Микола́йович Шепти́цький (14 серпня 1975 — 17 лютого 2015) — солдат Збройних сил України, учасник російсько-української війни.

## Життєвий шлях
1992 року закінчив ЗОШ села Могилівка. Після закінчення 3-го курсу технікуму призваний до армії, служив медиком-санітарном.
Закінчив Тульчинський ветеринарний технікум з відзнакою. Працював ветеринаром у селах Рижавка, Потоки (Жмеринський район), Слобода-Дашковецька (Вінницький район). Після розпаду колгоспу працював монтером, бригадиром з ремонту, майстром вінницького трамвайно–тролейбусного депо. Будував хату для сім'ї.
Мобілізований 21 серпня 2014-го, солдат, старший стрілець-кулеметник, 30-та окрема гвардійська механізована бригада.
Загинув 17 лютого 2015-го під час артилерійського обстрілу при зміні позиції біля села Кам'янка під Дебальцевим. В тому ж часі поліг Олександр Красноголовець.
Без Петра лишилися батьки, дружина, доньки — Богдана 2003 р.н. і 2005 р.н. Катерина.
Похований 23 лютого 2015-го в Могилівці.

## Нагороди та вшанування
- Указом Президента України № 553/2015 від 22 вересня 2015 року — орденом «За мужність» III ступеня (посмертно)[1]
- 14 серпня 2015-го в селі Могилівка на будівлі ЗОШ, де навчався Герой, відкрито меморіальну дошку його честі
- у Вінниці на території трамвайно-тролейбусного депо біля пам'ятного знаку загиблим працівникам в роки Другої світової війни встановлено меморіальну дошку Петру Шептицькому.
- Один із службових вагонів №Р-1 Служби колії КП "Вінницька транспорта компанія" названо на честь Петра Шептицького.
- його ім'ям названо вулицю села Могилівка.